# Jeanette Fitzsimons
Pour les articles homonymes, voir FitzSimons.
Jeanette Mary Fitzsimons (née le 17 janvier 1945 à Dunedin (Nouvelle-Zélande) et morte le 5 mars 2020 à Thames) est une femme politique néo-zélandaise écologiste.
De 1995 à 2009, elle est co-dirigeante du Parti vert (Green Party of Aotearoa New Zealand), fonction qu'elle partage avec Russel Norman. Elle est également députée à partir de 1996.

## Biographie
Jeanette Fitzsimons est professeur d'études environnementales et de planification énergétique à l'Université d'Auckland de 1980 à 1992. Elle est également active dans diverses associations écologistes comme le Conseil néo-zélandais des producteurs biologiques (New Zealand Biological Producers' Council), la Campagne Climat pour le changement, dont elle est la fondatrice, et le Conseil environnemental. Elle travaille également comme conseillère environnementale pour de nombreuses collectivités locales.
Jeanette Fitzsimons entre d'abord en politique au sein du Values Party, l'un des premiers partis écologistes d'envergure nationale. Elle est la porte-parole du parti pour les questions énergétiques de 1977 à 1982 et est candidate aux élections législatives en 1978 et 1981. Ensuite, lorsque le parti fusionne avec de nombreuses autres organisations pour fonder le Parti vert moderne, elle devient une membre active de la nouvelle organisation.
Lorsque les Verts rejoignent l'Alliance, parti de gauche néo-zélandais aujourd'hui quasiment disparu de la scène nationale, elle en devient coprésidente avec Sandra Lee-Vercoe et conserve cette fonction jusqu'en 1999. Lors des élections législatives de 1993, elle se présente sans succès au parlement dans la circonscription d'Hauraki. En 1995, elle devient coprésidente du Parti vert qui reste membre de l'Alliance.
Lors des élections législatives de 1996, les premières à se dérouler selon le nouveau système électoral qui allie système proportionnel et système majoritaire, elle occupe la troisième place sur la liste de l'Alliance et entre ainsi au parlement grâce au système proportionnel. Elle échoue en revanche à conquérir la circonscription de Coromandel au système majoritaire.
Les Verts décident d'aborder les élections législatives de 1999 en parti indépendant avec Jeanette Fitzsimons et Rod Donald comme tête de liste. En plus de la liste au système proportionnel, elle se présente à nouveau dans la circonscription de Coromandel et la remporte cette fois-ci, battant de justesse le député sortant du Parti National, Murry McLean.
Lors des élections législatives de 2002, Fitzsimons est battue dans sa circonscription de Coromandel qui retourne au Parti National, mais reste au Parlement en terminant première des candidats verts sur la liste au système proportionnel. Elle est réélue en 2005, malgré les mauvais résultats du Parti vert qui perd trois sièges sur neuf.
En 2005, un accord est conclu entre les Verts et le Parti travailliste. Jeanette Fitzsimons devient la porte-parole du gouvernement sur les questions d'efficacité énergétique et de protection de la nature. Les Verts s'engagent en contrepartie à ne pas s'opposer au gouvernement dans d'éventuels votes de confiance jusqu'à la fin de la législature.
En 2007, elle est nommée politicienne néo-zélandaise de l'année par le journal The New Zealand Herald.
Elle meurt subitement le 5 mars 2020 d'une attaque massive.

## Publication
- (en) Planning for hazardous activities in the Auckland region : a discussion paper, Auckland, The Dept, 1984

## Sources
- (en) Biographie sur le site du Parlement néo-zélandais, consulté en août 2008